# Hemicytherura dageletensis
Hemicytherura dageletensis är en kräftdjursart som beskrevs av Brouwers 1994. Hemicytherura dageletensis ingår i släktet Hemicytherura och familjen Cytheruridae. Inga underarter finns listade i Catalogue of Life.